# یانگستاون (ایندیانا)
یانگستاون (به انگلیسی: Youngstown) یک منطقهٔ مسکونی در ایالات متحده آمریکا است که در شهرستان ویگو، ایندیانا واقع شده‌است. یانگستاون ۱۸۰ متر بالاتر از سطح دریا واقع شده‌است.